# Sniper Elite 4
Sniper Elite 4 is een tactical third-person shooter ontwikkeld door Rebellion Developments. Het spel kwam op 14 februari 2017 uit voor PlayStation 4, Windows en Xbox One en is het vierde deel in de Sniper Elite-serie. Het is de opvolger van Sniper Elite 3 en borduurt ook voort op het verhaal van de voorgaande spellen.

## Verhaal
Sniper Elite 4 speelt zich af in het Koninkrijk Italië van 1943. Het hoofdpersonage van de serie, Karl Fairburne, moet proberen om met hulp van de Italiaanse weerstand het fascistische regime te ondermijnen en een nieuwe bedreiging voor de geallieerden in de kiem te smoren.